# وادي الحمر (القفر)

تعديل مصدري - تعديل

وادي الحمر محلة تابعة لقرية ظهرة الكوفي، التابعة لعزلة بني ساوي بمديرية القفر إحدى مديريات محافظة إب في الجمهورية اليمنية، بلغ تعداد سكانها 36 حسب تعداد اليمن لعام 2004.